# CJ Perry
 (juin 2021).
Pour les articles homonymes, voir Lana et Perry.
Catherine Joy "CJ" Perry (née le 24 mars 1985 à Gainesville (Floride))  est une actrice, un mannequin et une catcheuse (lutteuse professionnelle) américaine. Elle est connue pour son travail à la World Wrestling Entertainment, sous le nom de Lana.

## Jeunesse
L'aînée de quatre frères et sœurs, Catherine Joy Perry naît le 24 mars 1985 à Gainesville en Floride. Elle passe une partie de son enfance en Lettonie, où son père travaille comme missionnaire chrétien. Sa famille reste en Lettonie lorsque le pays devient indépendant de l'URSS en 1990.
À l'âge de 14 ans, elle intègre le Ballet National de Lettonie,. À l'âge de 19 ans, elle s'inscrit à l'université de l'état de Floride. Après l'université, elle se lance dans une carrière de mannequin pour la publicité. Elle a notamment travaillé pour l'entreprise de boissons énergisantes Red Bull.

## Carrière musicale
Avant de débuter dans le catch, C.J. Perry a fait partie d'un groupe de musique pop : No Means Yes. En 2009, le groupe a sorti un album intitulé Wudja Like That.

## Carrière dans le catch

### World Wrestling Entertainment (2014-2021)

#### Manager de Rusev (2014-2017)

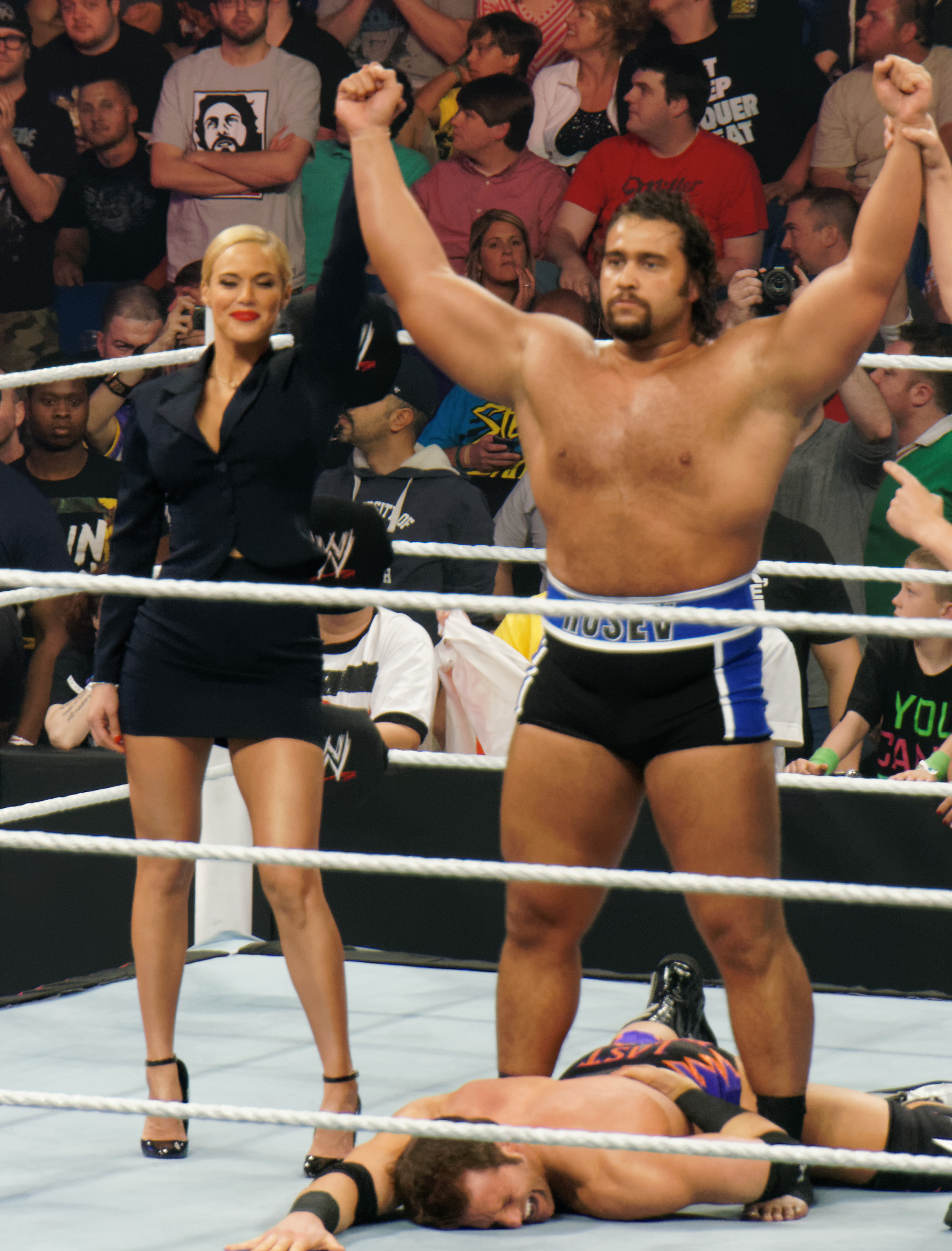
Lana avec Rusev

En 2013, Perry signe un contrat à la World Wrestling Entertainment et devient la manager d'Alexander Rusev. Elle y joue le rôle de son "ambassadrice sociale" de son client, spécialisée dans les relations internationales ; elle se vêtit le plus souvent de tenues "business" (jupe et tailleur) et feint un accent russe. Lana et Rusev incarnent des archétypes classiques du heel anti-américain.
À partir de l'épisode de Raw du 7 avril 2014, le lendemain de WrestleMania XXX, elle accompagne Rusev durant tous ses combats. Le 5 mai à Raw, elle annonce que le nouveau nom d'Alexander Rusev est maintenant simplement Rusev. Semaines après semaines, elle le décrit comme le plus grand athlète de l'histoire et décrit la Russie comme le meilleur pays du monde. Le 9 mars 2015 à Raw, elle annonce que Rusev, détenteur du WWE United States Championship, remettra en jeu son titre contre John Cena lors de WrestleMania 31 à la fin du mois. John Cena l'emporte. Durant les mois qui suivent, de nombreuses tensions voient le jour entre Rusev et Lana.
Lors du pay-per-view nommé Payback en mai, Rusev affronte Cena dans un « I Quit » match (où le vainqueur est désigné uniquement par l'abandon audible de son adversaire). C'est Lana qui provoque la défaite de Rusev en montant dans le ring et en annonçant son abandon. Le lendemain à Raw, Rusev et Lana se séparent officiellement. Lana effectue un face turn en partageant un baiser avec Dolph Ziggler lors de ce show, ce qui conduit Rusev à attaquer Dolph Ziggler. Lors du pay-per-view Money in the Bank ainsi que lors des épisodes de Raw suivants, elle accompagne Dolph Ziggler pour ses combats. Le 29 juin 2015 à Raw, Rusev et Summer Rae font face sur le ring à Lana et Dolph Ziggler. Après quelques échanges verbaux, Summer Rae attaque Lana qui arrive à la projeter en dehors du ring. Lors de Summerslam en août, Lana accompagne Dolph Ziggler à l'occasion du match de ce dernier contre Rusev. Le match se termine en double décompte à l'extérieur, ce qui conduit à une égalité. Après le match, Lana attaque Summer Rae. Par la suite, Rae tente de séduire Ziggler, mettant ainsi fin à sa relation avec Lana,, mais cette storyline est finalement abandonnée discrètement à la suite d'une blessure réelle au poignet de Lana à l'entraînement.
Le 11 octobre 2015, le site internet d'actualités sur les célébrités TMZ annonce que Perry a accepté une demande en fiançailles de Miroslav Barnyashev (l'homme qui joue le rôle de Rusev). La WWE en profitera par la suite pour intégrer ces véritables fiançailles dans leur scénario. Le 30 novembre, Lana fait donc son retour à Raw, une fois de plus en tant que heel, pendant le segment "Miz TV" où elle et Rusev font référence à leurs fiançailles. Lana disparaît ensuite des écrans pendant quelques semaines pour des raisons inconnues, à l'exception d'une apparition le 25 janvier 2016 à Raw, auprès de The Rock.
Lana fait son retour le 29 février 2016 à Raw et défie Brie Bella en coulisses, en affirmant que les fans de Brie la soutienne simplement par pitié à cause de son "mauvais mari" Bryan Danielson. Le 3 mars lors du PPV Main Event, elle tente de distraire Brie Bella pendant l'un de ses matchs pour lui coûter la victoire mais échoue. Lana poursuit ses tentatives pour distraire Brie en l'attaquant le 7 mars à Raw et le 10 mars à SmackDown, chaque fois en exécutant la prise de finition de Brie sur elle-même,. Le 14 mars à Raw, elle distrait de nouveau Brie lors d'un match par équipe contre la Team B.A.D. (Naomi & Tamina) et cette fois-ci réussit à lui faire perdre le match. Elle s'allie ensuite à la Team B.A.D. à la suite d'une confrontation avec Paige en coulisses. Le 22 mars 2016 lors du PPV Main Event, Emma et Summer Rae intègrent aussi l'équipe, Lana se réconciliant donc avec Summer Rae. Après un match entre Emma et Paige le 28 mars à Raw, Lana et ses alliées attaquent Brie Bella, Alicia Fox, Natalya et Paige avant qu'elles ne soient sauvées par Eva Marie. En conséquence, un affrontement entre les deux équipes est annoncé au programme du pré-show de WrestleMania 32, sous la forme d'un match par équipe à 10 Divas. L'équipe de Lana perd face à Brie Bella, Alicia Fox, Natalya, Paige et Eva Marie.

#### SmackDown Live(2017-2019)
Le 6 juin 2017 à SmackDown Live, elle fait ses débuts dans le show bleu en demandant à participer au Woman's Money in the Bank Ladder match à Money in the Bank, mais Shane McMahon refuse. Plus tard dans les coulisses, Naomi demande à l'affronter en mettant son titre en jeu, ce que le commissionnaire du show bleu accepte. Le 18 juin à Money in the Bank, elle ne remporte pas le titre féminin de SmackDown, battue par Naomi.
Le 28 janvier 2018 au Royal Rumble, elle entre dans le tout premier Royal Rumble match féminin de l'histoire en 13e position, mais se fait éliminer par Michelle McCool. Le 13 février lors de WWE Mixed Match Challenge, Rusev et elle battent Elias et Bayley, ce qui est sa première victoire à la WWE. Le 13 mars lors du tournoi Mixed Match Challenge, ils perdent face à Bobby Roode et Charlotte Flair.
Le 8 avril lors du pré-show à WrestleMania 34, elle ne remporte pas la première Woman's Battle Royal, gagnée par Naomi. Le 17 juin à Money in the Bank, elle participe à son premier Woman's Money in the Bank Ladder match, mais ne remporte pas la mallette, gagnée par Alexa Bliss.
Le 31 juillet à SmackDown Live, elle effectue un Face Turn, mais perd face à Zelina Vega. Le 19 août lors du pré-show à SummerSlam, Rusev et elle perdent face à Andrade "Cien" Almas et Zelina Vega.
Le 16 octobre lors de Mixed Match Challenge, ils perdent face au Miz et Asuka. Le 28 octobre à Evolution, elle ne remporte pas la Woman's Battle Royal, gagnée par Nia Jax. Le 20 novembre lors de Mixed Match Challenge, Rusev et elle perdent face à The Fabulous Truth (R-Truth et Carmella).

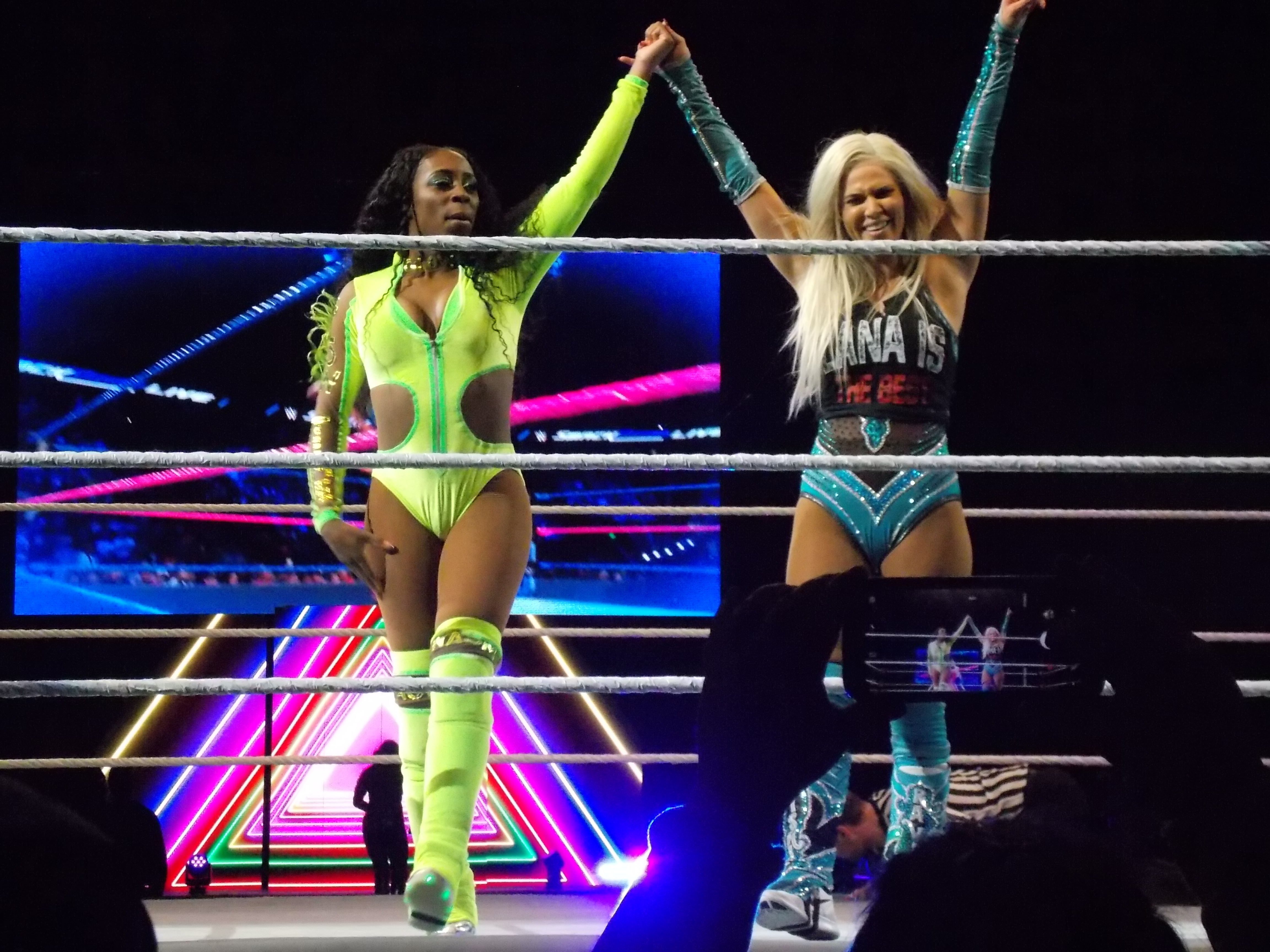
Lana & Naomi lors d'un Live Event.

Le 28 janvier 2019, elle souffre d'une blessure à la jambe gauche et est contrainte de déclarer forfait pour le Royal Rumble.
Le 2 avril à SmackDown Live, elle fait son retour de blessure après 2 mois et demi d'absence, en tant que Heel, où elle assiste à la défaite de Rusev, Shinsuke Nakamura et The Bar contre Aleister Black, Ricochet et les Usos. Plus tard dans la soirée, elle participe à un 18-Person Mixed Tag Team match, mais cela dégénère en bagarre et le match se termine en No Contest. Le 7 avril lors du pré-show à WrestleMania 35, elle ne remporte pas la Women's Battle Royal, gagnée par Carmella.

#### Retour àRaw, diverses alliances et rivalités et départ (2019-2021)
Le 30 septembre à Raw, elle fait son retour dans le show rouge après 6 mois d'absence, où elle forme officiellement une alliance avec Bobby Lashley, avec qui elle interrompt le match entre Seth Rollins et Rusev. Sous les yeux du Bulgare, The All Mighty et elle échangent des baisers.
Le 15 décembre à TLC, elle assiste à la victoire de son futur mari sur son ex dans un Tables match. Le 30 décembre à Raw, son mariage avec Bobby Lashley est ruiné par Liv Morgan et Rusev.
Le 26 janvier 2020 au Royal Rumble, elle entre dans le Royal Rumble match féminin en 5e position, élimine Liv Morgan avant d'être elle-même éliminée par cette dernière.
Le 14 juin à Backlash, elle fait accidentellement perdre Bobby Lashley contre Drew McIntyre pour le titre de la WWE. Le lendemain à Raw, elle accuse MVP d'être la cause de la cassure entre The All Mighty et elle, mais le second demande le divorce. Plus tard en coulisses, Natalya se montre compatissante à son égard et les deux femmes forment officiellement une alliance.
Le 12 octobre à Raw, elles perdent face à Mandy Rose et Dana Brooke. Après le combat, la Canadienne met fin à leur alliance. Plus tard dans la soirée, elle remporte une Battle Royal féminine et devient aspirante no 1 au titre féminin de Raw. La semaine suivante à Raw, elle ne remporte pas le titre féminin de Raw, battue par Asuka par soumission. Le 22 novembre aux Survivor Series, l'équipe Raw (Nia Jax, Shayna Baszler, Lacey Evans, Peyton Royce et elle) bat celle de SmackDown (Bianca Belair, Ruby Riott, Liv Morgan, Bayley et Natalya) dans un 5-on-5 Traditional Women's Survivor Series Elimination Tag Team match. Le lendemain à Raw, elle ne remporte pas le titre féminin de Raw, battue par Asuka par disqualification, son adversaire se faisant attaquer par Nia Jax. Après le combat, elle effectue un Face Turn en aidant la Japonaise, s'allie officiellement avec cette dernière et ensemble, les deux femmes battent les championnes par équipe de la WWE dans un match sans enjeu. Le 15 décembre, elle se blesse à la jambe et à l'épaule, et est contrainte de déclarer forfait pour TLC.[réf. nécessaire]
Le 31 janvier 2021 au Royal Rumble, elle fait son retour de blessure en entrant dans le Royal Rumble match féminin en 26e position, élimine Nia Jax, avant d'être elle-même éliminée par Natalya. Le lendemain à Raw, elle s'allie officiellement avec Naomi et ensemble, les deux femmes battent Asuka, Charlotte Flair, Mandy Rose et Dana Brooke dans un Triple Threat Tag Team match, et deviennent aspirantes no 1 aux titres féminins par équipe de la WWE. Le 8 mars à Raw, elles ne remportent pas les titres féminins par équipe de la WWE, battues par Nia Jax et Shayna Baszler.
Le 10 avril à WrestleMania 37, elles ne deviennent pas aspirantes no 1 aux titres féminins par équipe de la WWE pour le lendemain, battues par Billie Kay et Carmella dans un Tag Team Toumoil match. Le 2 juin, la WWE annonce son renvoi, ainsi que celui d'Aleister Black, de Murphy, de Braun Strowman, de Ruby Riott et de Santana Garrett.

## Palmarès
- World Wrestling Entertainment
  - Slammy Award (1 fois)
    - "Tell Me You Didn't Just Say That" - l'insulte de l'année, The Rock insulte Rusev et Lana – Raw 6 octobre 2015
    - Solo Survivor Series 2020

## Récompenses de magazines
- Rolling Stone
  - Pire Storyline de l'année (2015) avec Dolph Ziggler contre Rusev & Summer Rae[59]
- Wrestling Observer Newsletter
  - Best Gimmick (2014) - avec Rusev[60]

## Autres médias

### Filmographie
| Années | Titres                                      | Rôle              | Sources |
| ------ | ------------------------------------------- | ----------------- | ------- |
| 2008   | Benny Future and the Madman from Manchester | Arabella          | [ 61 ]  |
| 2011   | Big Mamma : De père en fils                 | Danseuse          | [ 62 ]  |
| 2011   | Big Time Beach Party                        | Danseuse          | [ 63 ]  |
| 2012   | The Hit Girls                               | Footnote #5/Bella | [ 64 ]  |
| 2013   | American Hustle                             | //////            |         |
| 2015   | Soul                                        | Alexis            | [ 65 ]  |
| 2015   | The Hit Girls 2                             | Legacy Bella      |         |
| 2015   | Interrogation                               |                   |         |

### Télévision
| Années         | Séries                         | Rôle        | Notes                               |
| -------------- | ------------------------------ | ----------- | ----------------------------------- |
| 2008           | The Millionaire Matchmaker     | Elle-même   | Épisode : "Tai/German"              |
| 2009           | The Real Housewives of Atlanta | Elle-même   | Épisode : "Better Tardy Than Never" |
| 2011           | The Game                       | Ashley      | Épisode : "A Very Special Épisode"  |
| 2011           | The Fresh Beat Band            | Steguitarus | Épisode : "Veloci-Rap-Star"         |
| 2011-2012      | I.C.I.R.U.S.                   | Brit        | Rôle récurrent / 7 Épisodes         |
| 2013           | Banshee                        | Crystal     | Épisode : "Wicks"                   |
| 2015 - présent | Total Divas                    | Elle-même   | Épisode : "Tea Mode"                |

### Discographie
| Années | Groupe       | Titre de l'album | Sources |
| ------ | ------------ | ---------------- | ------- |
| 2009   | No Means Yes | Wudja Like That  | [ 66 ]  |

## Vie privée
Catherine Perry est mariée a Miro. Le couple réside à Nashville, dans le Tennessee. En novembre 2016, Perry rejoint le casting de la sixième saison de Total Divas avec Maryse et Renee Young.
Depuis 2017, elle participe également à la septième saison.
En septembre 2018, elle participe aussi à la huitième saison. Il est annoncé qu'elle sera remplacée par Ronda Rousey à la suite d'une blessure pour la neuvième saison qui débutera en octobre 2019. En juillet 2020, sa mère, son père ainsi que Miro ont contracté le COVID-19.